# Spaniophaenus termitophilus
Spaniophaenus termitophilus is een keversoort uit de familie harige schimmelkevers (Cryptophagidae). De wetenschappelijke naam van de soort werd in 1936 gepubliceerd door Kieseritzky & Reichardt.